# Сулайман-Тоо
Сулайма́н-То́о, также Соломонова гора (кирг. Сулайман-Тоо) — священная гора в городе Ош на юге Кыргызстана. В июне 2009 года стала первым в стране памятником Всемирного наследия.

## История
Представляет собой пятиглавый известковый останец, вытянутый с запада на восток. Длина более 1140 метров, ширина — 560 метров. Издревле имела сакральное значение, о чём свидетельствуют сохранившиеся петроглифы.
Первые письменные упоминания Ошской горы времени вхождения Ферганы в состав Арабского халифата содержатся в сочинении арабского географа аль-Истахри «Китаб масалик аль-мамалик» («Книга путей государства») (X век), где сказано о горе возле Оша, на которой выставляются караулы для наблюдения за тюрками-варварами. К тому же времени относится найденная на Тахты Сулейман куфическая надпись с именем саманидского правителя Ферганы Насра бин Ахмада (940—941 год)
До XVI века гора называлась Бара-Кух, затем, вплоть до XX века, — Тахты-Сулейман («трон Соломона»).

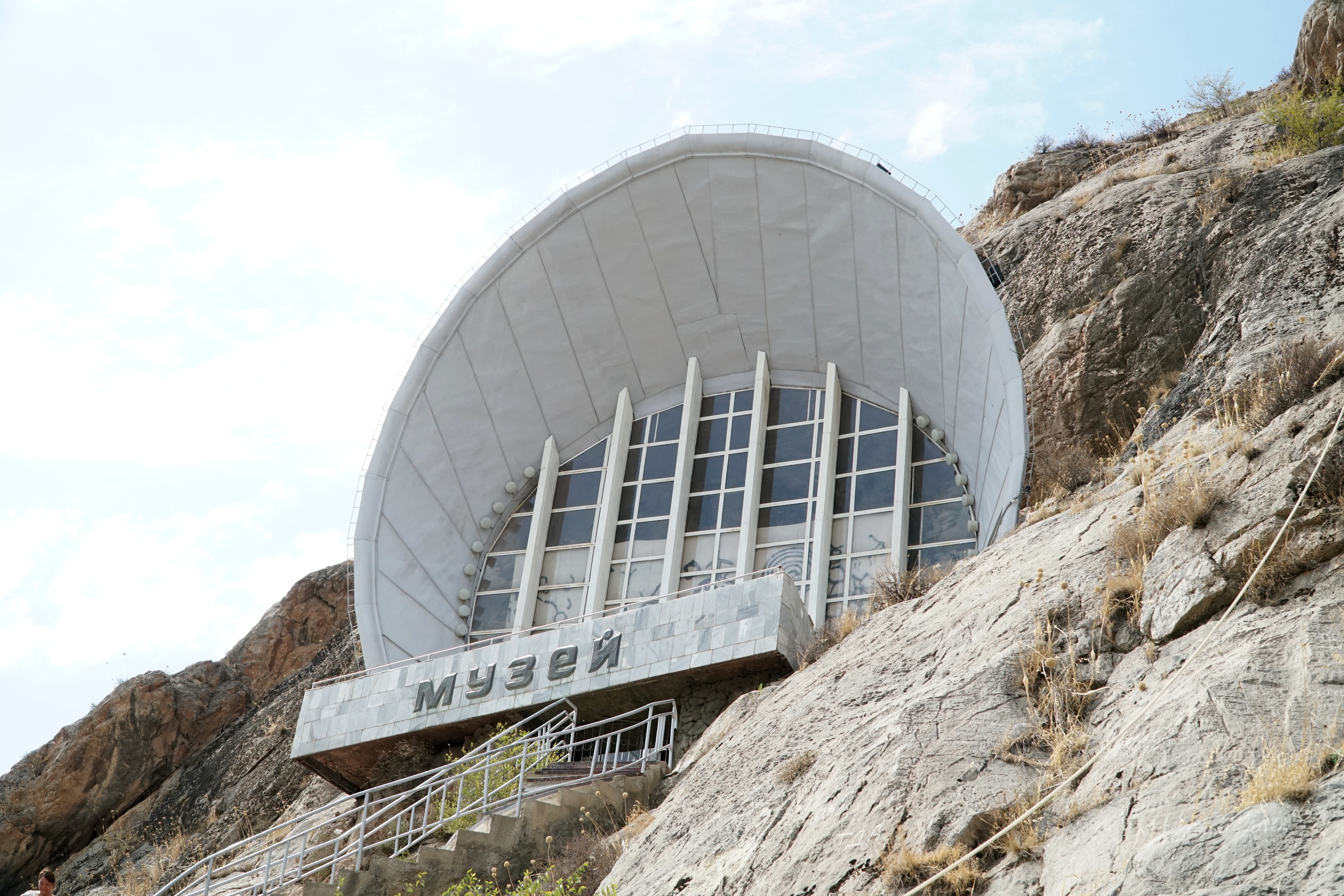
Историко-этнографический музей

На склоне горы в 1978 году возведено сооружение под ресторан в стиле модернизм (архитектор К. Назаров). В пещерах должны были размещаться столики с видом на равнину. Позже сооружение стало историко-этнографическим музеем.

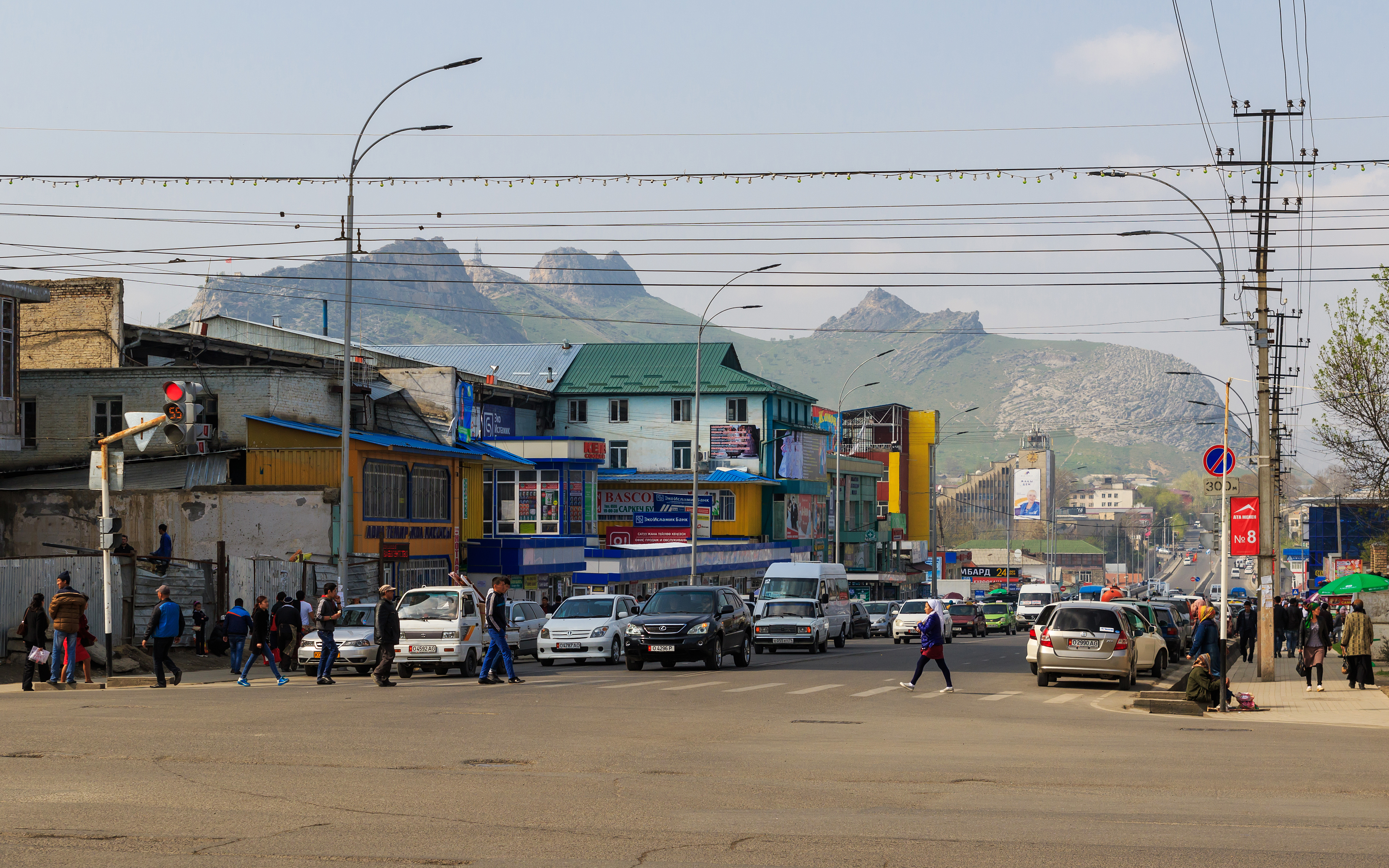
Вид из города Ош

В 2010 году у подножия горы началась стройка «временных домов» для населения пострадавших от беспорядков улиц Оша, что вызвало определённые опасения у историков и культурологов.
29 июня 2009 года гора включена в Список всемирного наследия ЮНЕСКО. 1 июня 2011 года представитель ЮНЕСКО в Казахстане, Кыргызстане, Таджикистане и Узбекистане, директор кластерного бюро ЮНЕСКО Сергей Лазарев вручил президенту Киргизской Республики Розе Отунбаевой соответствующий сертификат.

## Достопримечательности
Соломонова гора является местом религиозного паломничества (с которым боролись в советское время); также её история тесно связана с именем Бабура, основателя Империи Великих Моголов. Здесь расположены семь пещер, самые известные из которых — Чакка-Тамар (в которой, по легенде, прятался Бабур) и Тепеункур. На вершине горы находится мечеть «Тахт-и-Сулейман», воссозданная по сохранившимся материалам в 1991 году при финансовой поддержке премьер-министра Пакистана Беназир Бхутто. Оригинальная мечеть, относимая историками к периоду правления Бабура, была взорвана в 1963 году, в период советской антирелигиозной кампании. Дом Бабура, построенный им в 1496 году и разрушенный вместе с мечетью в 1960-е годы, был воссоздан в 1989 году. 
У подножья горы находятся памятники архитектуры — мечеть «Рават-Абдуллахана» (датируется XVI веком, в XXI веке была восстановлена) и мавзолей мифического сподвижника царя Соломона Асафа ибн Бурхия (XVII век, в 1980—1982 годах были проведены комплексные научные изыскания и разработан проект реставрации). У восточного подножья находится средневековая баня, предположительно построенная в XI—XIV веках. С севера и юга гору огибают два канала.
В поздних источниках упоминается название ворот города Ош — Дарваза-йи Мугкеде (букв. «ворота усадьбы огнепоклонников»). К авестийскому периоду восходит, возможно, само название города (др-инд. Usas — «утренний свет»; авест. Usa — «заря»).